# Para Georgia
Para Georgia (en georgiano: საქართველოსთვის, romanizado: sakartvelostvis) es un partido político en Georgia fundado por el ex primer ministro georgiano Giorgi Gajaria. La presentación del partido se realizó el 29 de mayo de 2021.

## Historia
Giorgi Gajaria renunció como primer ministro el 18 de febrero. Según él, no estaba justificado arrestar al presidente del Movimiento Nacional Unido, Nika Melia, porque existía el peligro de una escalada política. Según él, su motivo de dimisión también fue que no pudo llegar a un acuerdo con el equipo del Sueño georgiano.
Sin embargo, el 22 de marzo de 2021 Gajaria anunció que permanece en la política y está trabajando para establecer una agenda política. El 14 de abril de 2021, los parlamentarios Giorgi Jodjevanishvili (antiguo gobernador de Iberia interior), Beka Liluashvili, Ana Buchukuri, Alexander Motserelia (exgobernador de Mingrelia-Alta Esvanetia), Shalva Kereselidze (exgobernador de Mtsjeta-Mtianeti) y Mijeil Daushvili abandonaron el Sueño georgiano y la mayoría parlamentaria (3 parlamentarios elegidos como candidatos mayoritarios y otros 3 por listas de partido). Según los diputados, estaban formando un nuevo partido junto con Giorgi Gajaria.
El 28 de mayo, a Giorgi Gajaria se le unieron Giorgi Abashishvili (exjefe de la administración presidencial de Georgia), y Levan Dolidze, exembajador de Georgia ante la OTAN. Otros cargos municipales ligados al Sueño georgiano se unieron a Para Georgia como Giorgi Shengalia (exalcalde de Zugdidi), 7 concejales en el municipio de Jashuri, o uno en la ciudad de Rustavi.
Para las elecciones locales, el propio Gajaria fue el candidato del partido para Tiflis, quedando en tercer lugar con 45,257 votos (9,41%) tras Kaja Kaladze del Sueño georgiano y Nika Melia de MNU.
Tras la invasión rusa de Ucrania de 2022 y la petición de adhesión de Georgia a la UE, Para Georgia mostró su apoyo al pueblo ucraniano y también al gobierno georgiano en el proceso de integración europea.
Tras las protestas en Georgia de 2023 contra la ley de agentes extranjeros, la presidenta del país Salomé Zurabishvili promovió la Carta de Georgia, un plan para la próxima legislatura en con el objetivo de satisfacer las demandas de los manifestantes y acercar al país a la Unión Europea. Para Georgia, a diferencia de otros partidos de la oposición al gobierno de Sueño Georgiano, no se adhirió al estatuto hasta el 23 de septiembre de 2024.

## Ideología
El partido Para Georgia busca desarrollar una política económica pragmática basada en los principios del libre mercado, mientras se crea un sistema de protección social que proporcione servicios sociales básicos para los segmentos más vulnerables de la población. También es partidario de fortalecer el estado de derecho, reformar el sistema educativo para crear el capital de una persona competitiva, reducir la burocracia, tomar medidas activas contra la corrupción y la influencia de los grupos de interés en las instituciones estatales. El partido también apoya la descentralización del sistema administrativo del país y en política exterior es partidario de la mayor integración de Georgia en la Unión Europea y la OTAN.

## Resultados electorales

### Elecciones locales
| Elección | Votos   | %   | Representantes | +/–   |
| -------- | ------- | --- | -------------- | ----- |
| 2021     | 137 644 | 7,8 | 115/2068       | Nuevo |